# Eoengraulis fasoloi
Eoengraulis fasoloi è un pesce osseo estinto, appartenente ai clupeiformi. Visse nell'Eocene inferiore-medio (circa 50-49 milioni di anni fa) e i suoi resti fossili sono stati ritrovati in Italia, nel famoso giacimento di Bolca.

## Descrizione
Questo pesce doveva essere molto simile come aspetto e dimensioni a un'attuale acciuga. Eoengraulis è noto per un esemplare completo che mostra una combinazione unica di caratteristiche: erano presenti nove raggi branchiostegali, 40 vertebre preurali e 17 paia di costole pleurali, sette sopraneurali, 16 raggi della pinna dorsale, 19 raggi nella pinna anale, sette raggi nelle pinne pelviche, una pinna dorsale che si originava a circa metà del corpo, la pinna anale che si originava leggermente dietro l'ultimo raggio della pinna dorsale, piccoli scudi prepelvici a forma di ago.

## Classificazione
Eoengraulis è considerato il membro più antico e arcaico della famiglia Engraulidae, attualmente rappresentata dalle acciughe; come queste, Eoengraulis era caratterizzato da una serie di caratteristiche morfologiche derivate del muso, delle ossa infraorbitali, del suspensorium e degli archi branchiali. Eoengraulis fasoloi venne descritto per la prima volta nel 2016, sulla base di resti fossili ritrovati nel ben noto giacimento di Bolca, in provincia di Verona. I fossili di Eoengraulis suggeriscono che le prime fasi della diversificazione degli engraulidi sia avvenuta nei paleobiotopi costieri della Tetide occidentale durante l'Eocene.